# Sian Przemyśl
Sian Przemyśl – polski klub piłkarski, założony w Przemyślu w 1929 r. przez społeczność ukraińską. Rozwiązany w 1944 r. podczas II wojny światowej.
Obok Ukrainy Lwów był jednym z najlepszych ukraińskich klubów sportowych w okręgowej lidze Lwów oraz w historii polskiego futbolu. Przez dwa sezony (1938–1939) występował w polskiej okręgowej lidze Lwów – klasie A, rozgrywając 26 spotkań, zdobywając 24 punkty i notując bilans bramkowy 36:50. We wrześniu 1939 r., w momencie wybuchu II wojny światowej, zawiesił działalność, w 1942 r. reaktywowano go, lecz w 1944 r. po wejściu do Przemyśla wojsk radzieckich został zlikwidowany.
Najbardziej znanymi zawodnikami drużyny byli: Myrosław Turko i Walter Zakaluzny.